# Liste der Straßen in Hamburg-Hoheluft-West

Lage von Hoheluft-West in Hamburg und im Bezirk Eimsbüttel (hellrot)

Die Liste der Straßen in Hamburg-Hoheluft-West ist eine Übersicht der im Hamburger Stadtteil Hoheluft-West vorhandenen Straßen. Sie ist Teil der Liste der Verkehrsflächen in Hamburg.

## Überblick
In Hoheluft-West (Ortsteilnummern 315 und 316) leben 9829 Einwohner (Stand: 31. Dezember 2023) auf 0,7 km². Damit ist der Stadtteil der drittkleinste bezogen auf die Fläche und gleichzeitig der am dichtesten bevölkerte. Hoheluft-West liegt in den Postleitzahlenbereichen 20253 und 22529.
In Hoheluft-West gibt es 21 benannte Straßen, davon sind elf komplett im Stadtteil gelegen. Bei den Straßennamen findet sich nur eine Themengruppe:
- Preußische Generäle (Generalsviertel): Gneisenaustraße, Goebenstraße, Kottwitzstraße, Mansteinstraße, Moltkestraße, Roonstraße und Wrangelstraße. Die Contastraße ist hingegen nach einem Oberst benannt.

## Übersicht der Straßen
Die nachfolgende Tabelle gibt eine Übersicht über alle benannten Verkehrsflächen im Stadtteil sowie einige dazugehörige Informationen. Im Einzelnen sind dies:
- Name/Lage: aktuelle Bezeichnung der Straße. Über den Link (Lage) kann die Straße auf verschiedenen Kartendiensten angezeigt werden. Die Geoposition gibt dabei ungefähr die Mitte an. Bei längeren Straßen, die durch zwei oder mehr Stadtteile führen, kann es daher sein, dass die Koordinate in einem anderen Stadtteil liegt.
- Straßenschlüssel: amtlicher Straßenschlüssel, bestehend aus einem Buchstaben (Anfangsbuchstabe der Straße) und einer dreistelligen Nummer.
- Länge/Maße in Metern:
Hinweis: Die in der Übersicht enthaltenen Längenangaben sind nach mathematischen Regeln auf- oder abgerundete Übersichtswerte, die im Digitalen Atlas Nord[1] mit dem dortigen Maßstab ermittelt wurden. Sie dienen eher Vergleichszwecken und werden, sofern amtliche Werte bekannt sind, ausgetauscht und gesondert gekennzeichnet.
Der Zusatz (im Stadtteil) gibt an, wie lang die Straße innerhalb des Stadtteils ist, sofern sie durch mehrere Stadtteile verläuft.
- Namensherkunft: Ursprung oder Bezug des Namens.
- Datum der Benennung: Jahr der offiziellen Benennung oder der Ersterwähnung eines Namens, bei Unsicherheiten auch die Angabe eines Zeitraums.
- Anmerkungen: Weitere Informationen bezüglich anliegender Institutionen, der Geschichte der Straße, historischer Bezeichnungen, Baudenkmale usw.
- Bild: Foto der Straße oder eines anliegenden Objektes.

| Name/Lage                       | Straßen- schlüssel | Länge/Maße (in Metern) | Namensherkunft | Datum der Benennung | Anmerkungen | Bild                                 |
| ------------------------------- | ------------------ | ---------------------- | --- | ------------------- | --- | ------------------------------------ |
| Bismarckstraße (Lage)           | B377               | 540 (im Stadtteil)     | Otto von Bismarck (1815–1898), Ministerpräsident von Preußen und erster Reichskanzler des Deutschen Reiches | 1869                | südwestlicher Teil in Eimsbüttel | Bismarckstraße (Hoheluft-West)       |
| Bogenstraße (Lage)              | B455               | 050 (im Stadtteil)     | nach dem leicht bogenförmigen Verlauf im südöstlichen und ältesten Teil der Straße | 1877                | südöstlicher Teil in Eimsbüttel und Harvestehude | Bogenstraße (Hoheluft-West)          |
| Christian-Förster-Straße (Lage) | C029               | 320                    | Christian Förster (1825–1902), Radierer und Zeichner | 1948                | vor 1948: Alsenstraße | Christian-Förster-Straße             |
| Contastraße (Lage)              | C046               | 140                    | Bernhard von Conta (1816–1899), Oberst und Kommandeur des Hanseatischen Infanterieregiments | 1901                | | Contastraße                          |
| Eidelstedter Weg (Lage)         | E077               | 060 (im Stadtteil)     | Eidelstedt, Stadtteil von Hamburg | 1896                | 1948 um die Unnastraße verkürzt; westlicher Teil in Eimsbüttel, Lokstedt und Stellingen                                                                 | Eidelstedter Weg (Hoheluft-West)     |
| Eppendorfer Weg (Lage)          | E197               | 760 (im Stadtteil)     | Verbindungsstraße von Eimsbüttel nach Eppendorf | 1863                | 1950 um die Goßlerstraße (vor 1898 Adlerstraße) verlängert; südwestlicher Teil (frühere Goßlerstraße) in Eimsbüttel, nordöstlicher Teil in Hoheluft-Ost | Eppendorfer Weg (Hoheluft-West)      |
| Gärtnerstraße (Lage)            | G007               | 870                    | vermutlich nach den hier lange existierenden Gemüsegärtnereien | 1864                | Teil der Bundesstraße 5 und des Rings 2 | Gärtnerstraße                        |
| Gneisenaustraße (Lage)          | G125               | 370                    | August Neidhardt von Gneisenau (1760–1831), preußischer Generalfeldmarschall | 1909                | | Gneisenaustraße                      |
| Goebenstraße (Lage)             | G129               | 080 (im Stadtteil)     | August Karl von Goeben (1816–1880), preußischer General | 1889, 1899          | südlicher Teil in Eimsbüttel; in Hoheluft-West ohne Anlieger                                                                                            | Goebenstraße                         |
| Heckscherstraße (Lage)          | H217               | 510                    | Johann Gustav Heckscher (1797–1865), Jurist und Politiker, Hamburger Abgeordneter in der Frankfurter Nationalversammlung, Ministerresident in Wien | 1948                | vor 1948: Düppelstraße | Heckscherstraße                      |
| Hoheluftchaussee (Lage)         | H546               | 990                    | nach einer seit dem 17. Jahrhundert „Hoge luft“ genannten Anhöhe auf der alten Stadtgrenze Hamburgs, auf die die Straße, von der Isebekniederung kommend, führt; deren Namen stammt entweder von der windigen Lage der Anhöhe oder in Anspielung auf einen eventuell dort errichteten Galgen, an dem die Gehenkten zu „hoher Luft“ kamen | 1864                | östliche Seite in Hoheluft-Ost; nördlich der Gärtnerstraße Teil der Bundesstraße 447                                                                    | Hoheluftchaussee (Hoheluft-West)     |
| Kottwitzstraße (Lage)           | K393               | 560                    | Hugo von Kottwitz (1815–1897), preußischer General | 1901, 1949          | südlich des Eppendorfer Weges früher: Blücherstraße | Kottwitzstraße                       |
| Mansteinstraße (Lage)           | M032               | 490                    | Gustav von Manstein (1805–1877), preußischer General, Ehrenbürger der Stadt Altona | 1874                | | Mansteinstraße                       |
| Moltkestraße (Lage)             | M240               | 380                    | Helmuth Karl Bernhard von Moltke (1800–1891), preußischer Generalfeldmarschall, Ehrenbürger von Hamburg | 1873                | | Moltkestraße (Hamburg-Hoheluft-West) |
| Quickbornstraße (Lage)          | Q013               | 430                    | Quickborn, Stadt in Schleswig-Holstein | 1893                | | Quickbornstraße                      |
| Roonstraße (Lage)               | R275               | 360                    | Albrecht von Roon (1803–1879), preußischer Generalfeldmarschall, Kriegsminister und Ministerpräsident | 1874                | | Roonstraße                           |
| Scheideweg (Lage)               | S137               | 380                    | Scheide, also Grenze, zwischen Eimsbüttel und Eppendorf | 1879                | südwestliche Seite in Eimsbüttel | Scheideweg                           |
| Troplowitzstraße (Lage)         | T198               | 560 (im Stadtteil)     | Oscar Troplowitz (1863–1918), Apotheker und Unternehmer, führte Paul Carl Beiersdorfs Firma fort, die dann Nivea entwickelte | 1971                | vor 1971: Bötelkamp (teilweise); westlicher Teil und Nordseite des östlichen Teils in Lokstedt; Sitz der Beiersdorf AG                                  | Troplowitzstraße                     |
| Unnastraße (Lage)               | U025               | 420                    | Paul Gerson Unna (1850–1929), Hamburger Arzt und Dermatologe, Chefarzt am Krankenhaus Eppendorf, Professor der Universität Hamburg, arbeitete mit dem Apotheker Paul Carl Beiersdorf und dessen Nachfolger Oscar Troplowitz | 1948                | vor 1948: Teil des Eidelstedter Wegs; südwestliche Seite in Eimsbüttel; Sitz der Beiersdorf AG                                                          | Unnastraße                           |
| Wiesingerweg (Lage)             | W249               | 430                    | August Wiesinger (1850–1922), leitender Chirurg im Krankenhaus St. Georg | 1948                | bis 1948: Koldingstraße; westliche Seite des nördlichen Teils in Lokstedt                                                                               | Wiesingerweg                         |
| Wrangelstraße (Lage)            | W398               | 910                    | Friedrich von Wrangel (1784–1877), preußischer Generalfeldmarschall | 1874                | | Wrangelstraße                        |